# Zhejiang Golden Bulls
Maillots
Actualités
Les Zhejiang Golden Bulls sont une équipe de basket-ball professionnelle chinoise basée à Yiwu dans le Zhejiang, en Chine. Il participe à la Chinese Basketball Association (CBA), dans la division sud. Son sponsor d'entreprise est la Zhejiang Chouzhou Commercial Bank. 
L'équipe a continué à être appelée officieusement The Horses pendant un certain temps, même après avoir changé son surnom de Cyclones en 2001, en grande partie à cause du sponsor de l'entreprise à cette époque, Wanma, dont le nom se traduit littéralement en anglais par dix mille chevaux. Le club joue la plupart de ses matchs à domicile au Yiwu Gymnasium, mais organise parfois des événements à d'autres endroits dans la province du Zhejiang.

## Joueurs notables
- God Shammgod (2001–2002, 2007–2008)
- Peter Cornell (2003–2004)
- Isaac Fontaine (2004–2005)
- Soumaila Samake (2004–2006)
- Curtis Millage (2005–2006)
- Kevin Freeman (2006–2007)
- Ding Jinhui (2006–)
- Kirk Snyder (2008–2009)
- Marcus Williams (2009–2010)
- Andre Brown (2009–2010)
- Josh Boone (2010–2012)
- Denzel Bowles (2012–2013)
- Mike James (2010)
- J. R. Smith (2011–2012)
- Eddy Curry (2012–2013)
- Quincy Douby (2012–2013)
- Jerel McNeal (2013)
- Dewarick Spencer (2013)
- Ivan Johnson (2013–2014)
- Mike Harris (2013)
- Errick McCollum (2014–2015)
- Chris Johnson (2014)
- Willie Warren (2015–2016)
- Charles Gaines (2016)
- Samad Nikkhah Bahrami (2015–2016)
- Cady Lalanne (2016)
- Lorenzo Brown (2016–2017)
- Jarnell Stokes (2017–2018)
- Duncan Reid (2017–)
- Sonny Weems (2017–)
- Arinze Onuaku (2018–)